# NGC 5366
NGC 5366 (również PGC 49569) – galaktyka spiralna (S0-a), znajdująca się w gwiazdozbiorze Panny. Odkrył ją George Bond 8 czerwca 1855 roku.